# Sporwiny
Sporwiny (deutsch Sporwienen) ist ein Ort in der polnischen Woiwodschaft Ermland-Masuren. Er gehört zur Gmina Bartoszyce (Landgemeinde Bartenstein) im Powiat Bartoszycki (Kreis Bartenstein (Ostpr.)).

## Geographische Lage
Sporwiny liegt in der nördlichen Mitte der Woiwodschaft Ermland-Masuren, 33 Kilometer südöstlich der früheren und heute auf russischem Hoheitsgebiet gelegenen Kreisstadt Friedland (russisch Prawdinsk) bzw. 15 Kilometer südöstlich der heutigen Kreismetropole Bartoszyce (deutsch Bartenstein).

## Geschichte
Bei dem seinerzeit Sporwinen und nach 1785 Sporwienen genannten Ort handelt es sich um ein Gut und ein Waldhaus. Am 20. November 1893 wurde er in den  Gutsbezirk Groß Schwansfeld (polnisch Łabędnik) im ostpreußischen Kreis Friedland eingegliedert. Im Jahre 1905 zählte Sporwienen 50 Einwohner. Am 30. September 1928 wurde der Gutsbezirk Groß Schwansfeld in die Landgemeinde Groß Schwansfeld eingegliedert, womit Sporwienen ein Wohnplatz eben dieser Gemeinde wurde.
Mit der Abtretung des gesamten südlichen Ostpreußen 1945 in Kriegsfolge an Polen erhielt Sporwienen die polnische Namensform „Sporwiny“. Heute ist der Ort ein  Teil der Landgemeinde Bartoszyce (Bartenstein) im Powiat Bartoszycki (Kreis Bartenstein (Ostpr.)), von 1975 bis 1998 der Woiwodschaft Olsztyn, seither der Woiwodschaft Ermland-Masuren zugehörig. Im Jahre 2021 zählte Sporwiny 59 Einwohner.

## Religion
Christentum
Bis 1945 war Sporwienen in die evangelische Dorfkirche Groß Schwansfeld in der Kirchenprovinz Ostpreußen der Kirche der Altpreußischen Union, außerdem in die römisch-katholische Kirche St. Bruno Bartenstein im damaligen Bistum Ermland eingepfarrt.
Heute gehört Sporwiny zur katholischen Pfarrei in Łabędnik (Groß Schwansfeld) im jetzigen Erzbistum Ermland, außerdem zur evangelischen Kirchengemeinde Bartoszyce (Bartenstein), einer Filialgemeinde der Johanneskirche in Kętrzyn (Rastenburg) in der Diözese Masuren der Evangelisch-Augsburgischen Kirche in Polen.

## Verkehr
Sporwiny liegt nördlich der polnischen Woiwodschaftsstraße 592 (ehemalige deutsche Reichsstraße 135) an der Zufahrt einer von Studzieniec (Wormen) herkommenden Nebenstraße.